# القوة الصاروخية (اليمن)
القوة الصاروخية في القوات المسلحة اليمنية:
سجلت القواة الصاروخية اليمنية تطورا ملحوظ في الفترة الاخيرة حيث استطاعت وفي خلال فترة قصيرة من الزمن بناء ترسانة صاروخية قوية والتي سببت في قلق كبير اصاب الولايات المتحدة الأمريكية والدول الاوربية و بعض الدول العربية والتي برزت مع تفاقم الوضع في الاونة الاخيرة وبعد العدوان الاسرئيلي الاخير على قطاع غزه بعد احداث السابع من اكتوبر 2023 وبعد اعلان القوات المسلحة اليمنية المشاركة في معركة الدعم والاسناد لمحور المقاومة والتي كان من اهم مساهماتها، اعلان القوات المسلحة اليمنية وعلى لسان ناطقها الرسمي العميد يحيى سريع، منع حرية حركة الملاحة للسفن الإسرائيلية والسفن الأمريكية والبريطانية في البحرين الاحمر والعربي وخليج عدن اضافةً للمحيط الهندي والبحر المتوسط، واعلان القوات المسلحة اليمنية عن بدأ عملياتها العسكرية في الارضي المحتلة، والتي تمثلت عملياتها في استهداف العمق الإسرائيلي، والذي تركز في استهداف مدينة ام الرشراش (إيلات)، وفي استهداف مدينة يافا (تل أبيب)، وغيرها من المدن الإسرائيلية التي طالتها الصواريخ اليمنية، وكذالك اعلان القوات المسلحة اليمنية عن امتلاكها ترسانة صاروخية قوية وعلى راسها الصواريخ الفرط الصوتية والصواريخ الدقيقة وبعيدة المدى اضافة الى الصواريخ البحرية الدقيقة و التي فاجأت دول العالم بدقتها العالية وقدرتها العالية على ضرب السفن المتحركة وعلى نطاق يتجاوز الـ2000كيلو متر مربع، وحيث سجلت القواة الصاروخية في القوات المسلحة اليمنية نفسها كـاول دولة في العالم تستخدم مثل هذه التقنية لضرب السفن في البحر وكـاول دولة في العالم تستخدم الصواريخ البالستية في ضرب السفن المتحركة وكـاول دولة في العالم تقوم بضرب العمق الاسرائيلي بالصواريخ الفرط الصوتية حيث يستغرق الوقت من مدة وصول الصاروخ الواحد الى مدينة يافا (تل أبيب) الى 11دقيقة ونصف فقط والذي سجل كـتطور ملحوظ في الصراع العربي الإسرائيلي، وحيث عبرت الكثير من دول العالم عن قلقها واستيائها من امتلاك القوات المسلحة اليمنية مثل هذا القدرات المتطورة وكذالك عبرت دول عدة من ضمنها الولايات المتحدة الامريكية عن قلقها من دخولها في ضمن اقواء الترسانات الصاروخية الحربية في العالم واكثرها تطور والتي تجسدت في امتلاكها الصواريخ الفرط صوتية اكثر الترسانات الصاروخية تطورا في العالم واكثرها خطرا على الدفاعات الجوية و التي لايستطيع اي دفاع جوي في العالم على صد و كشف مثل هذه الصواريخ. 